# Fernando García
Fernando H. García (ur. 18 kwietnia 1935) – filipiński zapaśnik walczący w obu stylach i judoka. Dwukrotny olimpijczyk. Zajął osiemnaste miejsce w zapasach stylu klasycznym i dwunaste w stylu wolnym na igrzyskach w Tokio 1964. Walczył w kategorii do 87 kg. Jedenasty i trzynasty w judo w Monachium 1972, w ciężkich kategoriach wagowych.
Szósty na igrzyskach azjatyckich w 1962 i 1974 roku.
Brązowy medalista mistrzostw Azji w judo w 1972 i 1974 roku.

## Letnie Igrzyska Olimpijskie 1964
| Konkurencja          | Rundy eliminacyjne | Rundy eliminacyjne     | Klas. końcowa |
| Konkurencja          | Przeciwnik I       | Przeciwnik II          | Miejsce       |
| -------------------- | ------------------ | ---------------------- | ------------- |
| 87 kg styl klasyczny | Max Kobelt (SUI) P | Istvan Raskovy (AUS) P | 18.           |

| Konkurencja      | Rundy eliminacyjne             | Rundy eliminacyjne    | Klas. końcowa |
| Konkurencja      | Przeciwnik I                   | Przeciwnik II         | Miejsce       |
| ---------------- | ------------------------------ | --------------------- | ------------- |
| 87 kg styl wolny | Chorloogijn Bajanmönch (MGL) P | Günther Bauch (GDR) P | 12.           |